# Dưa gang

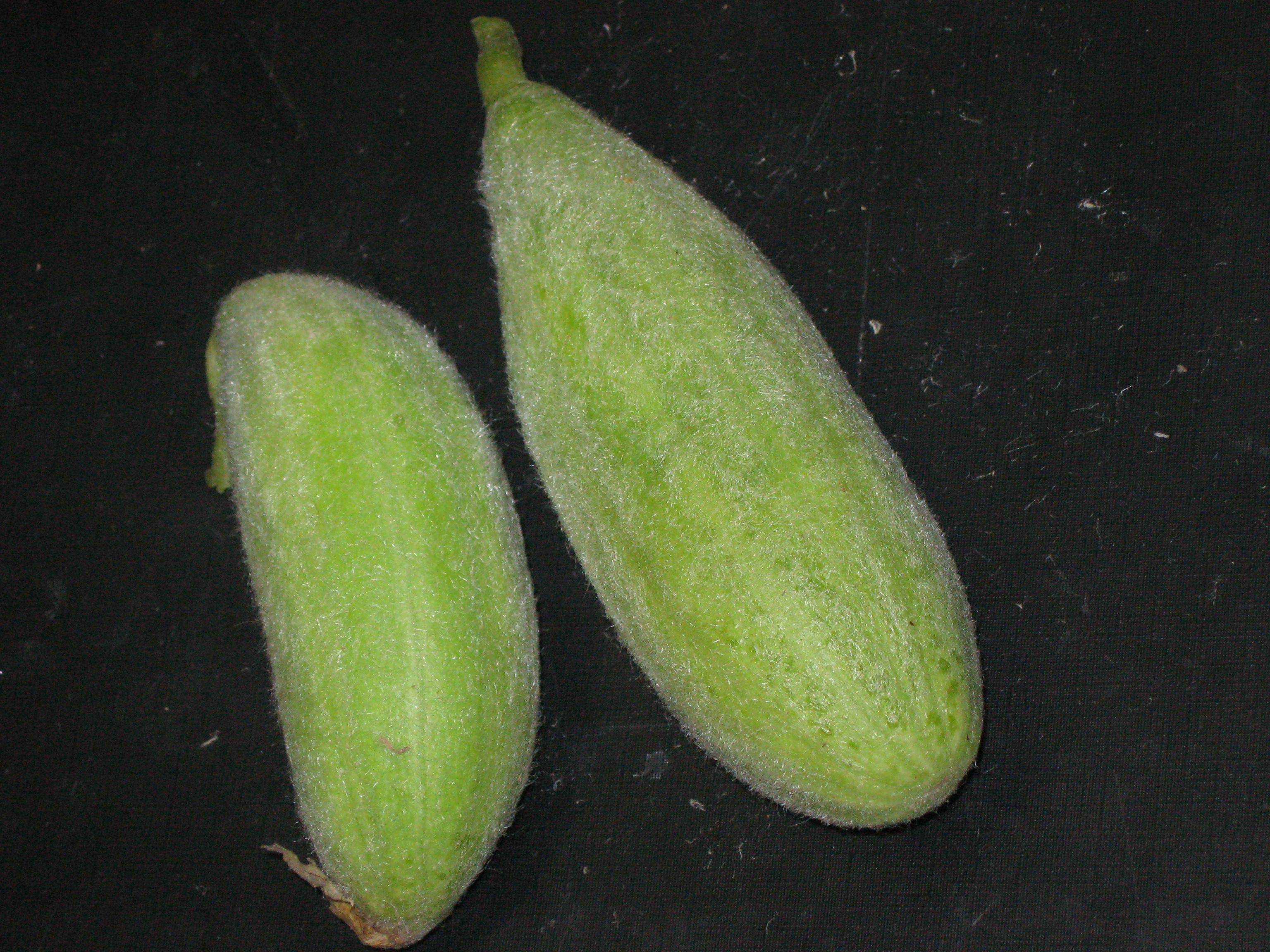
Quả dưa gang còn xanh

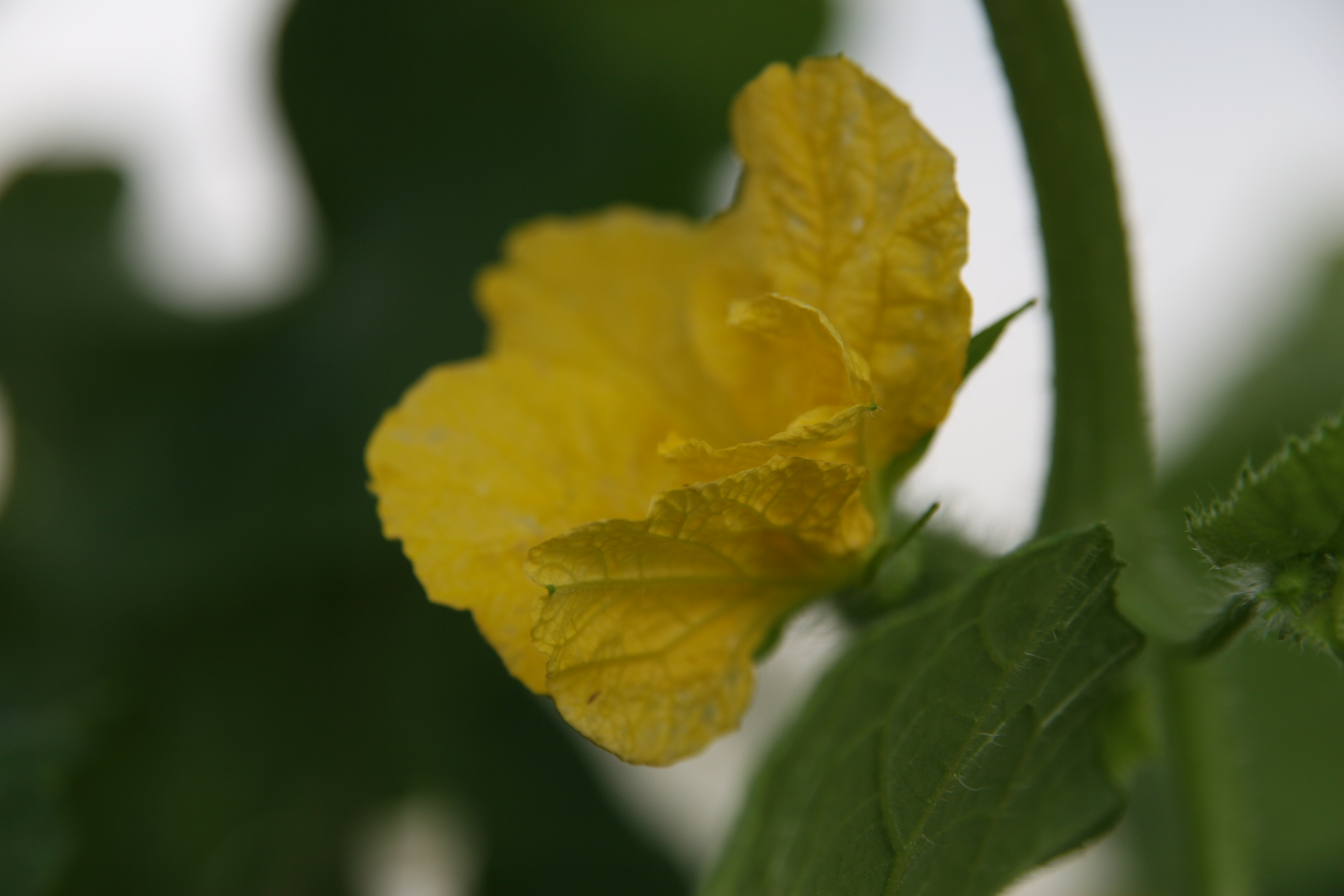
Hoa dưa gang trên cây

Dưa gang, hay Dưa hoàng kim, là một thứ thực vật có danh pháp khoa học ba phần là Cucumis sativus var. conomon thuộc loài dưa Chuột (dưa Leo), họ Bầu bí (Cucurbitaceae). Thân dưa Gang dạng cỏ mọc bò, đôi khi leo bằng tua cuốn. Trên thân có lông cứng nhám màu trắng trong. Lá đơn mọc cách, ở nách lá có tua cuốn đơn, trên phiến lá nhám có lông. Cây là loài hoa đơn tính cùng gốc (có hoa đực và hoa cái trên cùng một cây). Quả khi chín có kích thước khoảng từ 20 đến 30 cm, màu xám vàng, cùi có màu trắng. Hạt kích thước 5–8 mm, có màu xám trắng. Quả dưa gang mọng căng nước, thịt có vị ngọt, chứa nhiều Vitamin C, vì vậy là một loại trái cây được nhiều người yêu thích.
Dưa gang là một trong những cây trồng nông nghiệp phổ biến ở Việt Nam.